# اجائو نانگا
اجائو نانگا (به لاتین: Ajau Nanga) یک منطقهٔ مسکونی در مالزی است که در ساراواک واقع شده‌است.

## خصوصیات
اجائو نانگا ۹۶ متر بالاتر از سطح دریا واقع شده‌است.